# トランスモーファー リターンズ
『トランスモーファー リターンズ』（原題: Transmorphers: Fall of Man）は、2009年のアメリカ合衆国のSFアクション映画。本作はビデオ映画であるため、日本では2009年10月23日にDVDが発売された。
邦題では「リターンズ」とあるが、時系列は前作『トランスモーファー -人類最終戦争-』の前日譚である。

## ストーリー
ロサンゼルスのとあるハイウェイで、外交官の娘が不審な死を遂げる。彼女の携帯電話が突然ロボットに変形＜トランスモーフ＞し、彼女を襲ったのだ。その後も次々と機械がロボットに姿を変え、密かに人間たちを攻撃していく。しかし、人類は未だ機械たちの侵略に気づいてはいなかった。そんなある日、ついに衛星アンテナまでもがロボットに変身し、人々を襲い始める。

## キャスト
| 役名                         | 俳優                         | 日本語吹替 |
| ---------------------------- | ---------------------------- | ---------- |
| ハドリー・ライアン           | ブルース・ボックスライトナー |            |
| ジェイク・ヴァン・ライバーグ | シェーン・ヴァン・ダイク     | 三宅健太   |
| ジョー・サマーズ             | ジェニファー・ルービン       | 丸山雪野   |
| マディソン・ライアン         | アラナ・ディマリア           | 平松晶子   |
| メアリー・ジョー             | デブラ・ハリソン＝ロウ       | 沢井エリカ |
| イーサン・ホルト市長         | ロンデール・ゼウス           | 藤井剛     |
| コリンズ                     | イオナ・トンガー             | 川原亜由美 |
| ルシアス                     | ダナ・ディマッテオ           | 川原亜由美 |
| トミー                       | チャド・ヴィジル             | 福山綾夏   |
| バリスタ                     |                              | 一ノ瀬雅彦 |

その他の声の出演：中島由貴